# Avstro-ogrska vojska
Avstro-ogrska vojska je bila del Avstro-ogrskih oboroženih sil in se je delila na tri dele:
- Avstro-ogrska skupna vojska
- Cesarsko-kraljevo avstrijsko domobranstvo
- Kraljevo madžarsko domobranstvo